# Forresters Beach
Forresters Beach är en del av en befolkad plats i Australien. Den ligger i kommunen Gosford Shire och delstaten New South Wales, i den sydöstra delen av landet, omkring 56 kilometer nordost om delstatshuvudstaden Sydney. Antalet invånare är 2 289.
Trakten är tätbefolkad. Närmaste större samhälle är Bateau Bay, nära Forresters Beach. 
Genomsnittlig årsnederbörd är 1 393 millimeter. Den regnigaste månaden är februari, med i genomsnitt 222 mm nederbörd, och den torraste är juli, med 42 mm nederbörd.